# Kashmir
«Kashmir» (укр. Кашмір) — пісня британського рок-гурту «Led Zeppelin» з шостого студійного альбому «Physical Graffiti». Авторами пісні є гітарист гурту Джиммі Пейдж, вокаліст Роберт Плант і барабанщик Джон Бонем.

## Історія створення
Текст пісні був написаний Робертом Плантом восени 1973 року за особистими враженнями після довгої подорожі через пустелі південного Марокко, куди гурт приїздив на Національний фестиваль фольклору. Загалом це збірка думок саме про автомобільну подорож. Назва пісні не має нічого спільного із регіоном Кашмір, який знаходиться на півночі Індії. На одному з концертів Плант описав публіці «Kashmir» як пісню про повернення «наших подорожей у Марокко…та історію нашого даремно втраченого часу». Музика народилася з ідеї гітарного рифу, яка була втілена під час однієї з репетицій, коли Пейдж грав із Бонемом та останній під риф Пейджа винайшов незвичний барабанний ритм. За словами Пейджа, коли він почув свою партію та барабани, то зрозумів, що це — інновація.

## Цікаві факти
Перша назва пісні — «Driving to Kashmir».
«Led Zeppelin» грали «Kashmir» на кожному своєму концерті від виходу пісні у 1975 році до останнього концерту у 1980 році.
«Kashmir» — одна з небагатьох пісень, де грають запрошені музиканти.
Пісня була також записана Пейджем і Плантом з оркестром та марокканськими музикантами для альбому Unledded 1994 року.
«Kashmir» є саундтреком фільму Бена Аффлека «Арго».

## Досягнення
Kashmir займає 140-ве місце у списку 500 найкращих пісень усіх часів за версією журналу Rolling Stone.